# 7-ма добровольча гірська дивізія СС «Принц Ойген»
7-ма Добровольча Гірська Дивізія СС "Принц Ойген" — гірська дивізія у складі військ Ваффен-СС, що брала участь у бойових діях на Східному фронті під час Другої Світової Війни.

## Історія

### Створення
Гостра необхідність боротися з підвищеною активністю загонів четників і партизан-комуністів на окупованих територіях Югославії змусила влада Третього Рейху продовжити процес формування загонів з етнічних німців (фольксдойче) Балкан. На основі частин місцевої самооборони етнічних німців було вирішено створити гірськострілецьку дивізію. Її головним завданням повинна була стати боротьба з партизанами [3]. Як офіцерів в дивізію набиралися офіцери німецького походження, раніше служили в арміях балканських країн або Австро-Угорщини. Командиром дивізії був призначений бригадефюрер СС і генерал-майор військ СС Артур Флепс, в минулому генерал румунської армії,  один зі старших офіцерів 5-ї дивізії СС «Вікінг». Формувалася дивізія на території Банату. 1 квітня 1942 року дивізія була перейменована на добровольчу дивізію СС «Принц Ойген», на честь великого австрійського полководця Євгенія Савойського. У складі дивізії були сформовані два гірськострілецькі полки (1-й і 2-й), а також різні допоміжні частини.
Дивізія була сформована до жовтня 1942 року з 15 000 фольксдойче, що проживали у Банаті. Однак вербування добровольців доповнювалася масовим закликом. Крім того, в дивізію потрапило і деяка кількість сербів, румунів та угорців, а також окремі члени хорватських каральних загонів. Відразу після формування вона була перекинута в басейн річки Західна Морава, в район міст Ужиці, Пожега, Чачак, Слатина і Кралево.

## Бойовий шлях дивізії

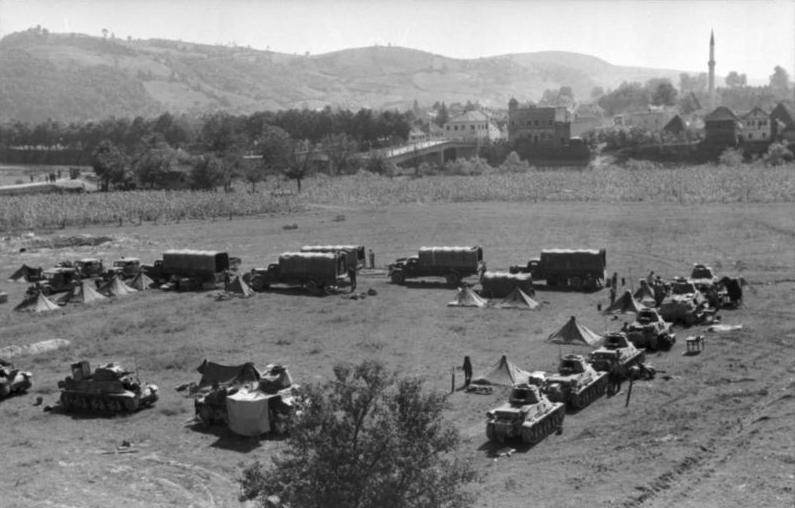
Вантажівки та танки 7-ї дивізії СС (Боснія)

Наприкінці 1942 року дивізія була відправлена до Хорватії, в район міст Загреб і Карловац. Тоді в цьому районі йшла підготовка для чергового німецького наступу на югославських партизан. Наступ під кодовою назвою «Вайсс I» почалося 8 січня 1943 року. Німці планували очистити від партизанів райони на заході і північному заході від Сараєва. Кровопролитні бої з партизанами в гористій місцевості йшли до 16 лютого, в них крім німців взяли участь італійські та хорватські частини. В результаті наступу втрати партизан склали близько 8500 осіб, їм довелося залишити околиці Бихачу.
Під час операції «Вайсс II» дивізія брала участь в битві на Неретві, а потім несла охорону дороги Сараєво-Мостар. Навесні 1943 року взяла участь в атаці на четників у Чорногорії. Операція «Шварц» почалася 11 травня, в наступі взяли участь три піхотні дивізії Вермахту, та 4-й полк дивізії «Бранденбург», три піхотні дивізії італійців і дві піхотні дивізії хорватів. Внаслідок цього четники були змушені залишити Чорногорію і відступити до Сербії, їх втрати склали близько 4000 бійців. Після закінчення операції дивізія «Прінц Ойген» була направлена в Боснію, де розмістилася на просторах від Тузли до річки Босна. Дещо пізніше дивізія знову повернулася в район Мостара. У червні 1943 року командиром дивізії був призначений бригадефюрер СС і генерал-майор військ СС Карл Рейхсріттер фон Оберкамп.
14 жовтня 1944 року основні частини дивізії були знищені або здалися в полон 2-й болгарської армії, що воювала у складі Третього Українського фронту, на території колишньої Югославії. Дивізія, проте, після важких втрат і здачі в полон не була повністю розформована, а була докомплектована свіжими силами.
Наприкінці 1944 року до 14-го полку дивізії були включені залишки 21-ї гірської дивізії СС «Скандербег». Полк отримав назву «Скандербег» .
Дивізія воювала на Балканах до травня 1945 року. Залишки дивізії здалися у полон югославським частинам у Целе (Словенія).

## Дивізійні емблеми та однострій

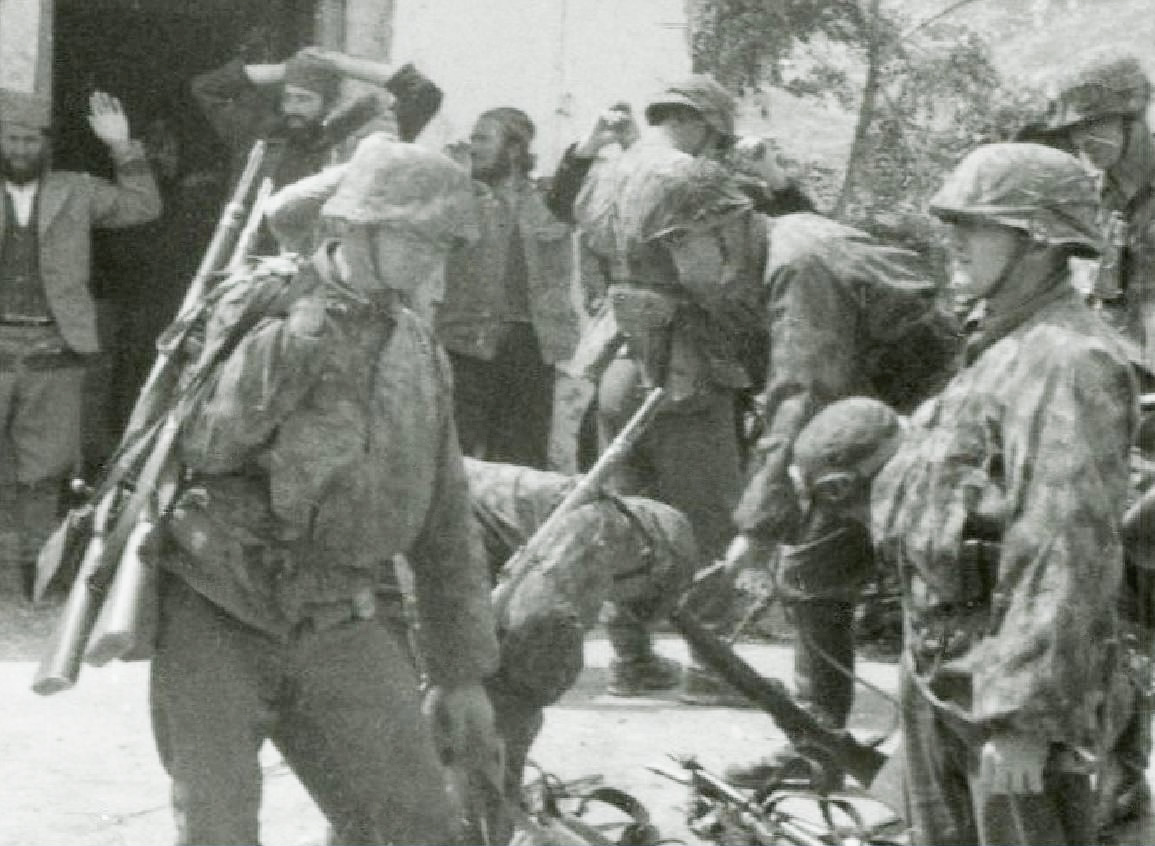
Військовики 7-ї дивізії СС під час антипартизанської операції (Югославія)

Емблемою (тактичним знаком) 7-ї добровольчої гірськострілецької дивізії СС «Принц Ойген» була руна «Одал».
Особовий склад дивізії на чорних петлицях використовував руну «Одал». Серед військовиків дивізії (як і у 3-ї дивізії СС «Мертва голова»), були випадки носіння рун на обох петлицях, позначаючи звання тільки на погонах . Військовики дивізії з німців, носили на лівій кишені однострою, руни СС.
Особовий склад дивізії з грудня 1942 року використовував чорні манжетні стрічки завширшки 32 мм, які несли на собі назву дивізії («Prinz Eugen»).  Військовики полку «Артур Флепс», з грудня 1944 року, носили стрічки з назвою полку («Artur Phelps»). Колишні члени 21-ї гірської дивізії СС «Скандербег» носили стрічки свого попереднього підрозділу («Skanderbeg»).
В зв’язку з тим, що дивізія була гірськострілецька, то військовики дивізії на правому рукаві носили шеврон з едельвейсом. Також металеву емблему едельвейса носили на кепі. Канти погонів, та підкладка погонів (офіцери) були військового світло-зеленого кольору. Особовий склад 7-го танкового батальйону дивізії мав рожевий (танкові війська) військовий колір.

## Райони бойових дій
- Балкани (січень 1942 — квітень 1945)
- Австрія (квітень — травень 1945).

## Командири дивізії
- Группенфюрер СС та Генерал-лейтенант Ваффен-СС Артур Флепс (30 січня 1942 - 15 травня 1943)
- Бригадефюрер СС та Генерал-майор Ваффен-СС Карл фон Оберкамп (15 травня 1943 - 30 січня 1944)
- Бригадефюрер СС та Генерал-майор Ваффен-СС Отто Кумм (30 січня 1944 - 20 січня 1945)
- Бригадефюрер СС та Генерал-майор Ваффен-СС Август Шмідтгубер (20 січня 1945 - 8 травня 1945)

## Склад дивізії
- 13-й Гірськострілецький Полк СС "Артур Флепс"
- 14-й Гірськострілецький Полк СС "Скандербег"
- 7-й Гірський Артилерійський Полк СС
- 7-й Танковий Батальйон СС
- 7-й Гірський Розвідувальний Батальйон СС
- 7-й Гірський Протитанковий Батальйон СС
- 7-та Батальйон Штурмових гармат СС
- 7-й Зенітний Батальйон СС
- 7-й Гірський Саперний Батальйон СС
- 7-й Гірський Батальйон зв'язку СС
- 7-та Санітарний Батальйон СС
- 7-та Самохідний Ремонтний Батальйон СС
- 7-й Кавалерійський Батальйон СС
- 7-й Резервний Батальйон СС
- 7-й Велосипедний Розвідувальний Батальйон СС
- 7-й Охоронний Батальйон СС

## НагородженіЛицарським хрестом Залізного хреста
За час існування дивізії 7 осіб її особового складу були нагороджені Лицарським хрестом Залізного хреста.

### Лицарський хрест Залізного хреста (6)
- Артур Флепс - Группенфюрер СС та Генерал-лейтенант Ваффен-СС, командир Добровольчої Гірської Дивізії СС "Принц Ойген" (4 липня 1943)
- Бернгард Діче - Штурмбаннфюрер СС, командир 2-го Батальйону 2-го Гірськострілецького Полку СС (17 липня 1943)
- Генріх Петерсен - Оберштурмбаннфюрер СС, командир 1-го Гірськострілецького Полку СС "Принц Ойген" (13 листопада 1943)
- Еггерт Нойманн - Штурмбаннфюрер СС, командир 7-го Гірського Розвідувального Батальйону СС "Принц Ойген" (3 листопада 1944)
- Гаррі Палетта - Оберштурмфюрер СС, командир 1007-го Батальйону Штурмових гармат СС "Принц Ойген" (26 листопада 1944)
- Франц Йозеф Кромбгольц - Гауптштурмфюрер СС, командир 3-го Батальйону 14-го Гірськострілецького Полку СС (28 березня 1945)

### Лицарський хрест Залізного хреста з Дубовим листям і Мечами (1)
- Отто Кумм - Бригадефюрер СС та Генерал-майор Ваффен-СС, командир 7-ї Добровольчої Гірської Дивізії СС "Принц Ойген" (17 березня 1945)

## Відео
- 7-SS Freiwilligen Gebirgs Division Prinz Eugen
- 7th SS Volunteer Mountain Division Prinz Eugen PHELPS KUMM OBERK [Архівовано 2 жовтня 2016 у Wayback Machine.]